# 因尤格島
因尤格島是瓦努阿圖的島嶼，位於阿納托姆島以南1公里的太平洋南部海域，面積1.5平方公里，島上有機場設施，該島西面和南面海域被珊瑚礁圍繞，島上無人居住。